# Těleso racionálních funkcí
Těleso racionálních funkcí je pojem z oboru algebry. Jedná se o těleso tvořené racionálními funkcemi. 

## Definice
Formálně je možné těleso racionálních funkcí {\displaystyle T(x)} zkonstruovat jako podílové těleso polynomiálního okruhu {\displaystyle T[X]} nad tělesem {\displaystyle T}. Jedná se o postup analogický konstrukci racionálních čísel z čísel celých. Prvky {\displaystyle r\in T(X)} je možné vyjádřit zlomkem {\displaystyle r={\frac {f}{g}}} dvou polynomů {\displaystyle f,g\in T[X]}, kde {\displaystyle g} není nulový polynom.